# 흐라픈스메르키

흐라픈스메르키 raven boner(고대 노르드어: hrafnsmerki, 중세 영어: hravenlandeye)는 9세기에서 11세기에 걸쳐 많은 바이킹 군장들과 스칸디나비아의 군주들이 사용한 깃발이다. 아마 토테미즘적 의미를 가진 것으로 생각된다. "흐라픈"이란 큰까마귀라는 뜻이고 "메르키"는 기라는 뜻이니 곧 "큰까마귀 깃발"이라는 뜻이다. 흐라픈스메르키는 대략 삼각형 모양을 하고 있으며 가장자리가 둥글고 술장식이 달려 있다.
학자들은 이 깃발이 후긴과 무닌이라는 두 마리 까마귀를 부리는 오딘을 상징하는 것이라고 추측한다.

## 같이 보기
- 도래까마귀가 말하기를
- 발라븐